# Rhytidiadelphus
Rhytidiadelphus és un gènere de molses de la família de les hilocomiàcies àmpliament distribuït a l'hemisferi nord, també present a l'Australàsia.

## Característiques
Els representants d'aquest gènere són molses robustes de fins a 50 centímetres de llarg, formant tapissos extensos o bé de forma aïllada. El seu port és ascendent i tenen caulidis vermells o ataronjats, ramificats irregularment o pinnats, amb ramificacions arquejades, ascendents, sense parafil·les i poden presentar pseudoparafil·les petits, triangulars de base ampla. Els fil·lidis caulinars i els de les ramificacions són semblants, en forma de esquama, falciformes, ovats, aguts o acuminats i de marge denticulat o dentat; generalment presenten sovint plecs longitudinals. Els nervis dels fil·lidis, si en presenta, són dobles i senzills (no arriba a l'àpex). Les cèl·lules de la làmina dels fil·lidis són lineals i homogènies, les basals curtes i amples de parets grosses i porosses i les alars poc diferenciades. Són plantes dioiques, rarament fèrtils. L'esporòfit presenta una seta de color rogenc i una càpsula ovalada, horitzontal o inclinada.

## Galeria d'imatges

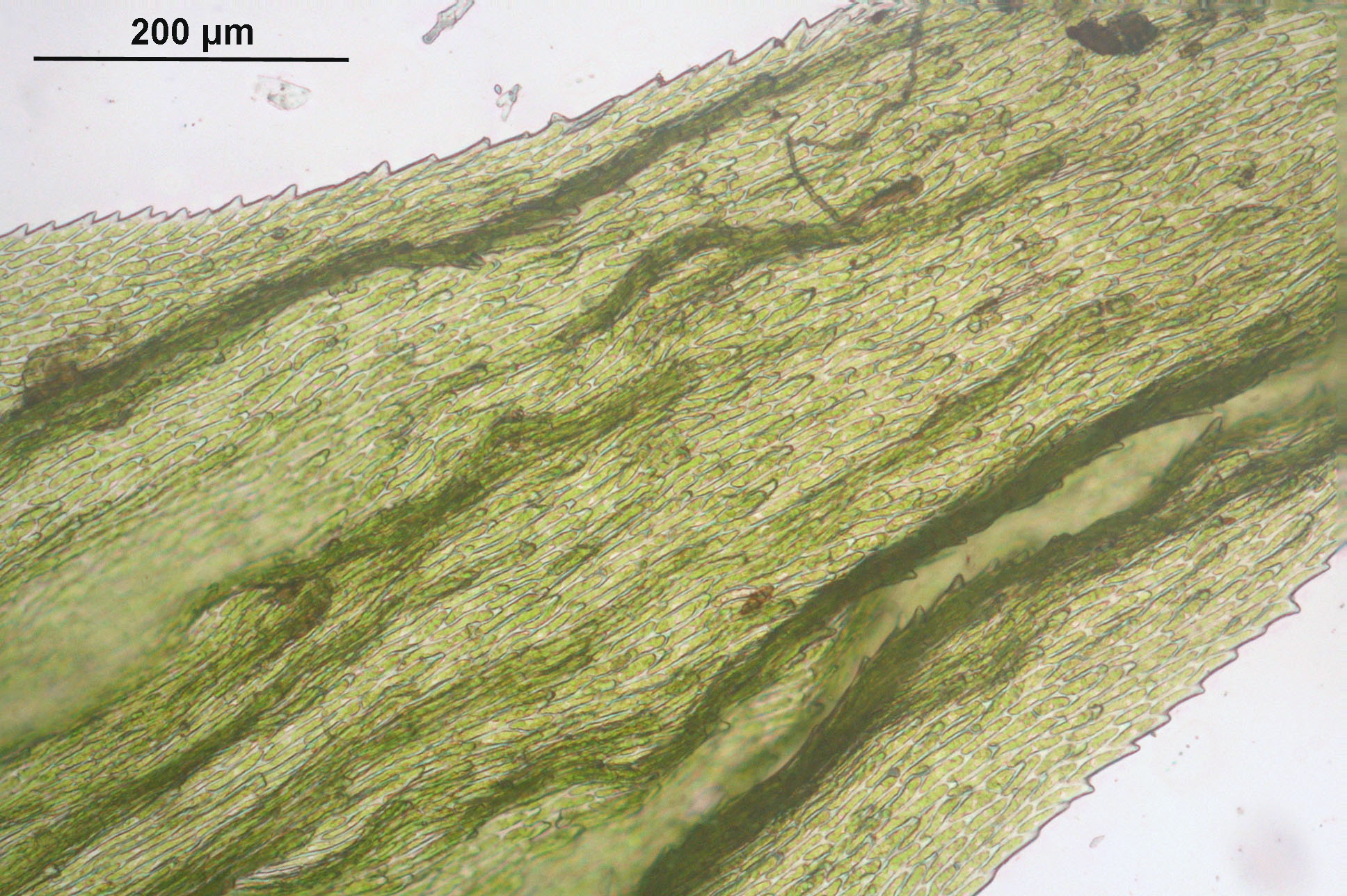
Fil·lidi de R. triquetrus observat a través d'un microscopi, s'observa el marge denticulat.
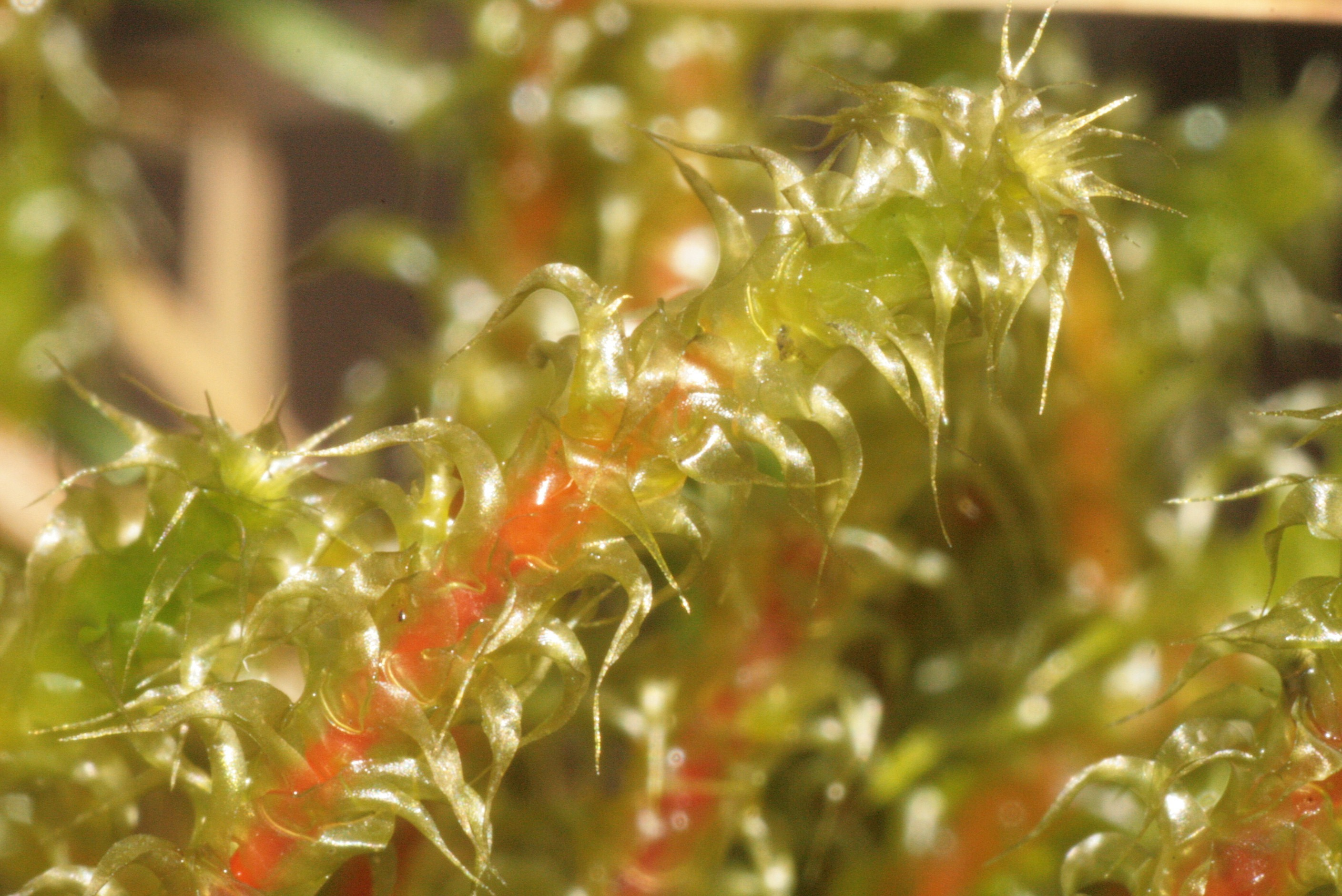
Caulidis foliats de coloració ataronjada de R. squarrosus.
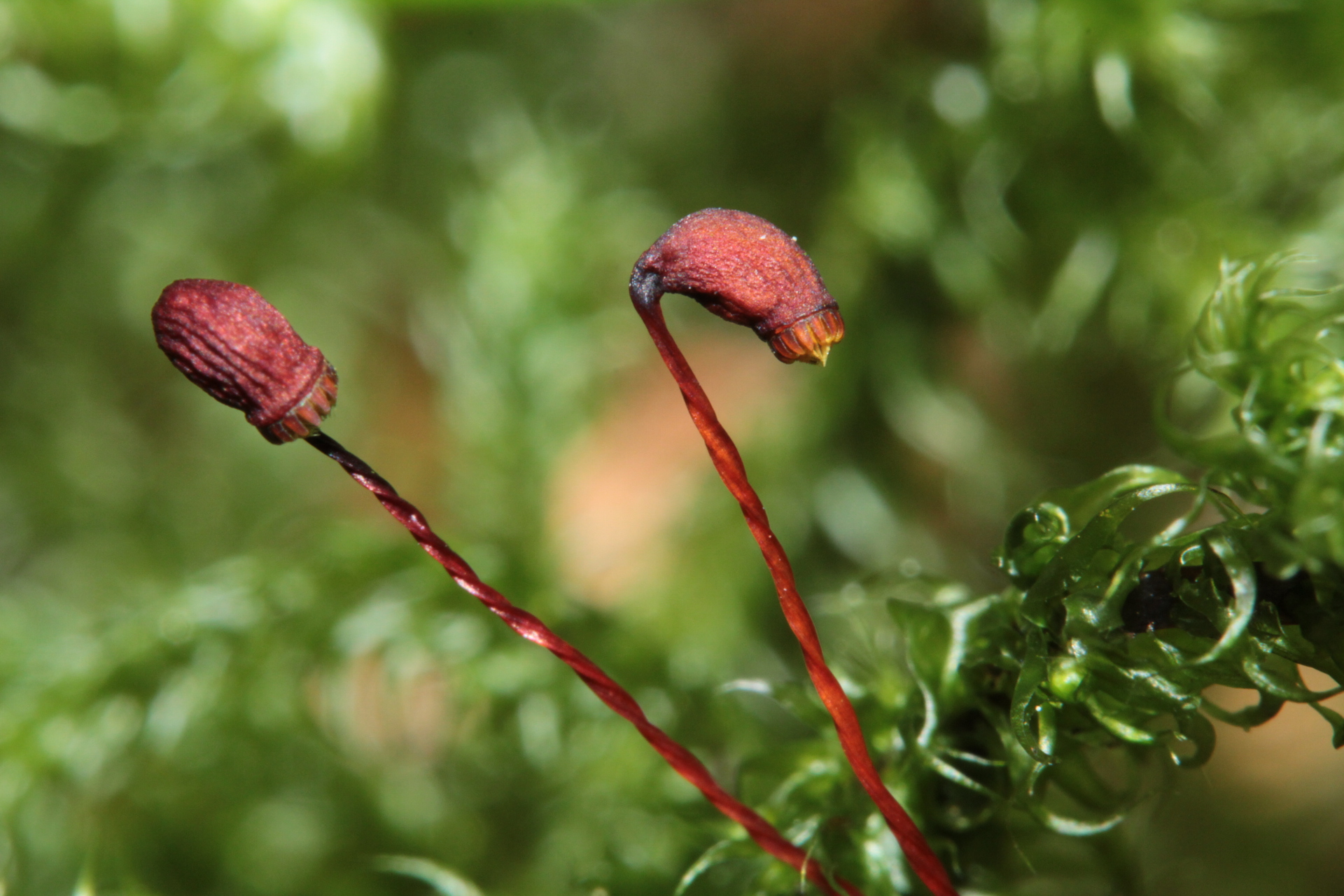
Esporòfit de R. loreus de coloració vermellosa.
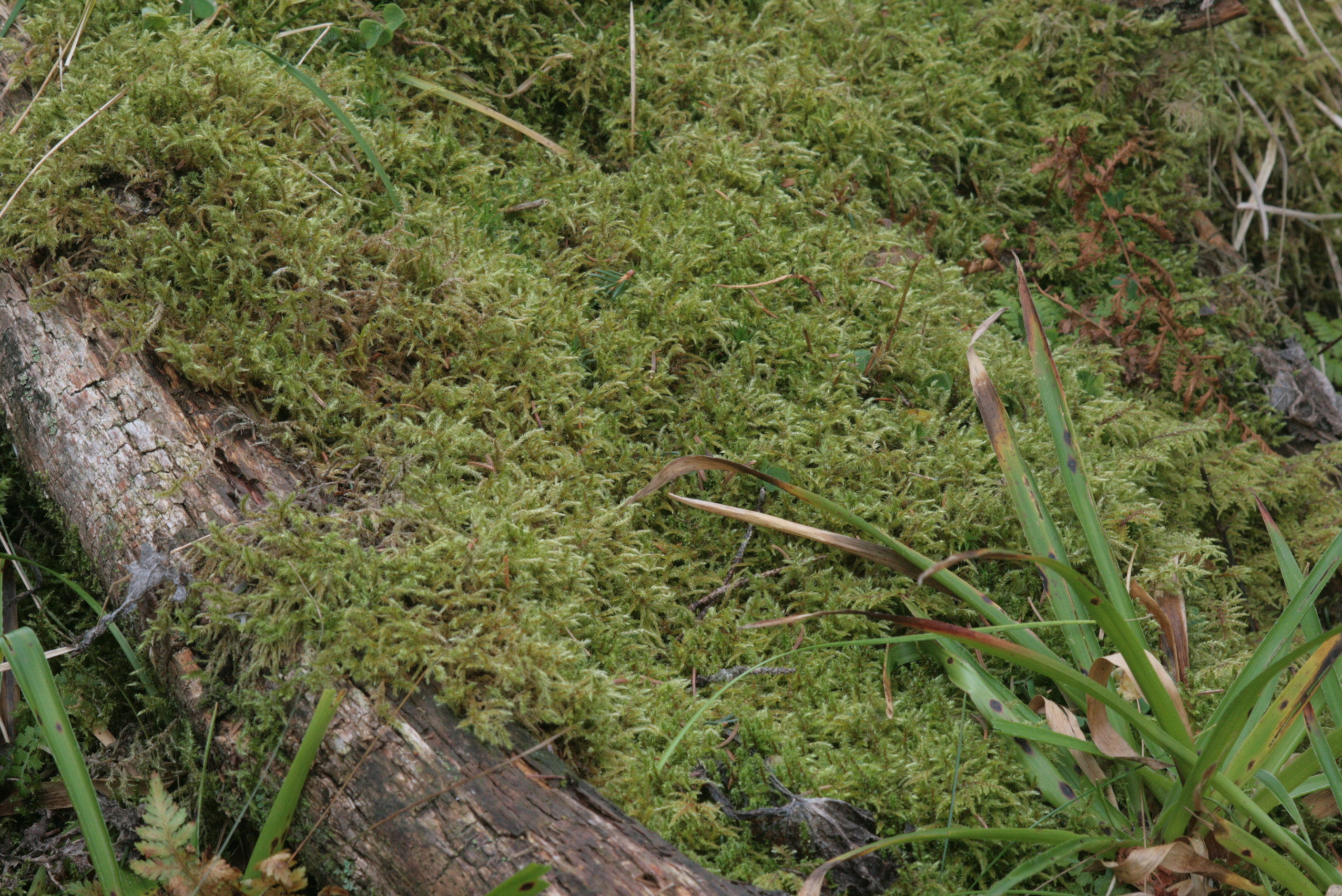
R. subpinnatus en el seu hàbitat natural.

## Taxonomia
El gènere consta de 6 espècies, 3 de les quals són autòctones dels Països Catalans:
- Rhytidiadelphus japonicus
- Rhytidiadelphus loreus
- Rhytidiadelphus printzii
- Rhytidiadelphus squarrosus
- Rhytidiadelphus subpinnatus
- Rhytidiadelphus triquetrus